# Antioch (Kalifornia)
Antioch – miasto w Stanach Zjednoczonych, w stanie Kalifornia, w hrabstwie Contra Costa.   Około 100 tys. mieszkańców (2006).
Miastem partnerskim Antioch jest japońska miejscowość Chichibu.

## Miasta partnerskie
- Chichibu, Japonia
- Lázaro Cárdenas, Meksyk